# 最后通牒派
最后通牒派（俄语：Ультиматисты）是俄国社会民主工党的一个派系。该派系主张向1907年召开的俄罗斯帝国第三届国家杜马中的俄国社会民主工党代表发出最后通牒，要求他们退出杜马，若不服从，则以党的名义召回这些代表；由于俄国社会民主工党的杜马代表多数属于孟什维克，如果发出最后通牒可能导致党团拒绝接受，进而不可避免地使俄国社会民主工党的杜马代表被召回。这一主张被称为“最后通牒主义”。最后通牒派和召回派在思想上接近，两派共同创建了卡普里学校。
1907年11月22日，俄国社会民主工党在第三届国家杜马中的党团通过一项决议：国家杜马中的俄国社会民主工党党团是一个自主的团体，尽管会听取党的意见，但在每一项具体的国家杜马工作中，党团将独立作出决定。这一决议导致党团与俄国社会民主工党中央委员会之间关系紧张，并引发了党内的讨论。
最后通牒派的主要领导人包括格里戈里·阿列克辛斯基、列昂尼德·克拉辛和维尔吉尔·尚策尔（党内化名马拉特），这些人在当时属于布尔什维克。1909年，最后通牒派加入前进派。